# Șesuri Spermezeu-Vale
Șesuri Spermezeu-Vale – wieś w Rumunii, w okręgu Bistrița-Năsăud, w gminie Spermezeu. W 2011 roku liczyła 109 mieszkańców.